# Kotochalia joannis
Kotochalia joannis är en fjärilsart som beskrevs av Charles Oberthür 1911. Kotochalia joannis ingår i släktet Kotochalia och familjen säckspinnare. Inga underarter finns listade i Catalogue of Life.